# Vulfário de Mércia
Vulfário (em inglês: Wulfhere ou Wulfar; em latim: Wulfarius; morto em 675) foi o rei de Mércia de 658 até 675. Ele foi o primeiro rei cristão de Mércia, embora não se saiba quando ou como ele se converteu do paganismo anglo-saxão. Sua ascensão marcou o fim da soberania de Osvio da Nortúmbria sobre o sul da Inglaterra, e Vulfário estendeu sua influência sobre grande parte daquela região. Suas campanhas contra o reino de Wessex levou Mércia a controlar grande parte do vale do rio Tâmisa. Ele conquistou a Ilha de Wight e o vale do rio Meon e os passou para o rei Etelvalo de Sussex. Ele também manteve sua influência sobre Surrey, Essex e Kent. Ele se casou com Eremenilda de Kent, filha do rei Earcomberto de Kent.
O pai de Vulfário, Penda da Mércia, foi morto em 655 na batalha de Winwaed, lutando contra Osvio de Nortúmbria. O filho de Penda, Peada da Mércia, tornou-se rei sob a soberania de Osvio, mas foi assassinado um ano depois. Vulfário subiu ao trono quando os nobres de Mércia organizaram uma revolta contra o domínio de Nortúmbria em 658, expulsando os governadores de Osvio.
Em meados de 670, quando Osvio morreu, Vulfário era o rei mais poderoso do sul da Grã-Bretanha. Ele foi o senhor da Grã-Bretanha ao sul do Humber no início da década de 660, embora não tenha sido senhor da Nortúmbria, ao contrário de seu pai. Em 674, ele desafiou o filho de Osvio, Egfrido da Nortúmbria, mas foi derrotado. Ele morreu, provavelmente de doença, em 675. Vulfário foi sucedido como rei da Mércia por seu irmão, Etelredo. Estêvão de Ripon, em A Vida de Vilfrido, descreve Vulfário como "um homem de espírito orgulhoso e vontade insaciável".